# NGC 3450
NGC 3450 (другие обозначения — ESO 569-6, MCG -3-28-4, UGCA 218, IRAS10456-2034, KARA 467, PGC 32270) — спиральная галактика с перемычкой (SBb) в созвездии Гидра.
Этот объект входит в число перечисленных в оригинальной редакции «Нового общего каталога».
В галактике вспыхнула сверхновая SN 2005as типа Ia, её пиковая видимая звездная величина составила 17,1.
Галактика NGC 3450 входит в состав группы галактик NGC 3450. Помимо NGC 3450 в группу также входят NGC 3453 и NGC 3464.